# Учениці Божественного Вчителя
Побожні Учениці Божественного Учителя, благочестиві сестри, учениці Божественного Учителя, релігійна конгрегація контемпляційно-активного типу, заснована о. Яковом Альберіоне 10 лютого 1924 р. та затверджена папою Іваном XXIII 30 серпня 1960 року. 

## Згромадження сьогодні
Згромадження присутнє у 28 країнах і нараховує 1300 сестер.

## Учениці Божественного Вчителя в Польщі
З’явилися в Польщі в 1935 році. Сьогодні зосереджені у 8 громадах у 4 містах Польщі (Ченстохова, Варшава, Люблін та Ольштин).

## Мета згромадження
О. Альберіоне описав сестер як «коріння великого дерева Родини Святого Павла, яке оживляє і переміщує її зсередини». Вся їх діяльність випливає з постійної молитви перед Євхаристійним Ісусом за наміри Родини Святого Павла, Церкви та світу з особливою увагою до засобів масової інформації. Займаються також проголошенням Краси, яка рятує світ, відкриваючи Воскреслого Господа всім, з ким вони контактують, виробляючи та поширюючи все, що служить богослужінню та службі Богу.
Учениці Божественного Вчителя присвячують своє життя, щоби заступатися за всіма перед Ісусом, укритим у Пресвятих Дарах, і випрошувати для всієї Родини Святого Павла потрібні благодаті. Їхній день минає в праці та молитві. Свою місію вони виконують потрійним апостольством: євхаристійним (неустанна адорація Євхаристії); священицьким (молитовна й інша допомога священикам, особливо похилого віку і хворим); літургійна (формація і катехеза, збагачення літургії за допомогою різних форм мистецтва: музики, архітектури, іконопису, скульптури тощо).

## Монастирський одяг
Учениці Божественного Вчителя в Польщі носять синій габіт та вуаль у кольорі габіту. Є також білі габіти, які використовуються влітку і для роботи. Для весіль та щоденних адорацій надягають білий параман та довгу синю вуаль.